# 血で血を洗う
血で血を洗う（ちでちをあらう）は、唐の時代の中国からの言葉。

## 概要
旧唐書によると、8世紀の中国の唐王朝は、異民族のウイグルと争いになり、ウイグルの可汗（王）の叔父を殺害してしまった。唐の源休という官僚がその遺体をウイグルの王に届けた。その際にウイグルの王は源休に対して、おまえの国は私の叔父を殺したものの、このことで私がおまえを殺すのは血で血を洗うようなものであり汚れがますます酷くなるだけであると述べた。こうしてウイグルの王は源休を殺すことなく生きて帰らせた。
現代においては血で血を洗うとは、悪事には悪事で、暴力には暴力で、殺傷には殺傷でなど相手にされたことと同じことで報復をするという意味で用いられている。この他には血族同士が争って、自らの利益のために同族を陥れるということを意味する場合にもこの言葉が用いられる。このような表現をするのは、血の付いた物を水で洗えば綺麗になるが、血で洗えばますます血がつくことで収拾がつかなくなるためである。この言葉は争いや戦い以外で用いられることは無い。血で血を争うというのは誤用。